# 西本理一
西本 理一（にしもと りいち、1976年4月20日 - ）は、日本の男性声優。以前は81プロデュースに所属していた。北海道出身。

## 人物
声優としては、アニメを中心に活躍している。
趣味・特技はスケート、マット運動。

## 出演

### テレビアニメ
2002年
- PIANO（学生B）
- ロックマンエグゼ シリーズ（2002年 - 2006年、スカルマン、汎用ナビB）　- 3シリーズ
- わがまま☆フェアリー ミルモでポン!（2002年 - 2004年、兵士A、不良B、ウサギ、松竹防衛隊員、ウサギC）- 2シリーズ

2003年
- コロッケ!（スクランブル）
- 時空冒険記ゼントリックス（伝令ロボ、ビープ）
- スーパートレインがんばりダッシュ（923けいでんききどうそうごうしけんしゃ）

2004年
- アクアキッズ（マッシュ、魚雷ロボット、男）
- 恋風（教師）
- 砂ぼうず（沢田）
- ゾイドフューザーズ（ビリー、航空隊員）
- デュエル・マスターズ チャージ（青柳）
- 花右京メイド隊 La Verite（コマケ客）

2005年
- あまえないでよっ!!（右京、おじいさん）- 2シリーズ
- ゾイドジェネシス（ハック、小隊長、ゲリラ）
- 南の島の小さな飛行機 バーディー（モスキート）
- MÄR-メルヘヴン-（観衆）

2006年
- ああっ女神さまっ それぞれの翼（男たち）
- イノセント・ヴィーナス（リキ）
- おろしたてミュージカル 練馬大根ブラザーズ（警察署長、政治家）
- 学園ヘヴン BOY'S LOVE HYPER!（刺客2）
- 機神咆吼デモンベイン（魚人）
- 銀魂（隊士）
- くじびきアンバランス（スパイB）
- 恋する天使アンジェリーク 〜心のめざめる時〜（村人、男）
- 涼宮ハルヒの憂鬱（バッター〈上ヶ原パイレーツ〉）
- シュヴァリエ 〜Le Chevalier D'Eon〜（議員A、弁護士、船員 他）
- シルクロード少年 ユート（仮面族）
- ひぐらしのなく頃に（役所の男、男A、男B、村人B）
- 無敵看板娘（不良2）
- らぶドル 〜Lovely Idol〜（風間）

2007年
- アイドルマスター XENOGLOSSIA（ディレクター）
- 鋼鉄神ジーグ（所員B）
- 精霊の守り人（斥候C）
- BACCANO! -バッカーノ!-（スパイク、カンドール構成員）

### 劇場アニメ
- 劇場版ポケットモンスター アドバンスジェネレーション ポケモンレンジャーと蒼海の王子 マナフィ（2006年、ホエルオー）

### ゲーム
- コロッケ!2 闇のバンクとバン女王（2003年、シシカバ兵）
- コロッケ!Great 時空の冒険者（2004年、ニガリ）
- コロッケ!DS 天空の勇者たち（2005年、ニガリ、Dr.フォアグラー）
- 北斗の拳（2005年、ダイヤ）
- バーチャファイター サイバージェネレーション 〜ジャッジメントシックスの野望〜（2005年、ムーン）

### 吹き替え

#### 映画
- ザ・レイヴン

#### アニメ
- ボブとはたらくブーブーズ（JJ）
- ミュータント・タートルズ（ゴミクズマン）

### ボイスオーバー
- ジェイミーのラブリー・ダイニング
- 地球サポーター

### テレビ番組
- ぐっとくるサンデー（ハル）
- ひらけ!Goma（ガルー）

### CM
- マクドナルド マックグリドル（ナレーション）

### シリーズ一覧
1. ↑  第1シリーズ（2002年 - 2003年）、第2シリーズ『AXESS』（2004年）、第4シリーズ『BEAST』（2006年）
2. ↑  第1期（2002年）、第3期『わんだほう』（2004年）
3. ↑  第1期（2005年）、第2期『喝!!』（2006年）